# HD193837
HD193837 — хімічно пекулярна зоря спектрального класу B, що має видиму зоряну величину в смузі V приблизно  9,0.
Вона  розташована на відстані близько 2508,9 світлових років від Сонця.

## Фізичні характеристики
Телескоп Гіппаркос зареєстрував фотометричну змінність  даної зорі з періодом    0,83 доби в межах від  Hmin= 9,15 до  Hmax= 8,94.